# Mack MD
Le Mack MD est un modèle de camions à usage moyen construit par Mack Trucks. Il est doté d'un capot court à profil bas et d'une cabine à haute visibilité. Il est conçu comme des camions porteurs pour la livraison locale, la construction et d'autres emplois professionnels. Introduit en février 2020, il est prévu d'entrer en pleine production en juillet 2020,.